# Comandante Nicanor Otamendi
Comandante Nicanor Otamendi est une localité argentine située dans le partido de General Alvarado, dans la province de Buenos Aires.

## Toponymie
La localité est nommée en mémoire du commandant de l'armée argentine Nicanor Otamendi, tué par les Indiens d'un malón commandé par le cacique Yanquetruz, de plus de 200 lances, ainsi que la quasi-totalité des 125 soldats des milices nationales que le lieutenant-colonel Otamendi dirigeait lui-même, dans l'intention de leur barrer la route. La bataille s'est déroulée à San Antonio de Iraola (actuel district de Benito Juárez) le 13 septembre 1855. Un seul soldat a été épargné, mais il a été gravement blessé et laissé pour mort.
À l'origine de cette ville, il y avait la gare du Ferrocarril del Sud appelée Dionisia, qui a été appelée ainsi pendant de nombreuses années alors que la ville portait le nom du militaire, les anciens colons l'appellent encore Dionisia, des années plus tard, le nom de la ville a également été donné à la gare, puisque le terrain où le plan a été construit appartenait à Otamendi, qui l'a reçu en paiement de ses services militaires, une partie appartient encore à ses descendants. À l'origine, c'était une gare ferroviaire très importante, puisque sa jonction permettait de relier les voies de la zone sud-est de Buenos Aires, avec un trafic de marchandises rural très actif, qui s'est maintenu jusqu'au milieu des années 1970, lorsque la fermeture des succursales et des services a commencé à décliner, changeant à jamais la vie de cette ville qui avait des hôtels pour les voyageurs, des grands magasins et des boutiques.

## Économie
Son économie est basée sur la production agricole, notamment la production de pommes de terre, la région étant l'un des principaux producteurs du pays. Elle a le privilège d'organiser le festival provincial de la pomme de terre, qui réunit les meilleurs producteurs de la province de Buenos Aires.
Ce festival est caractérisé par la base de la production de la ville, qui est la pomme de terre. Elle comprend des expositions de machines, des stands d'intérêt culturel et la promotion de l'industrie de la pomme de terre. Il y a également des spectacles gratuits en plein air de différents styles de musique. Il y a également une cérémonie de gala au cours de laquelle est élue la reine provinciale de la pomme de terre. Elle a lieu chaque année dans la première moitié du mois de mars.

## Démographie
La localité compte 6 623 habitants (Indec, 2010), ce qui représente un déclin de 10 % par rapport au recensement précédent de 2001 qui comptait 5 977 habitants.

## Religion
| Diocèse  | Mar del Plata                 |
| -------- | ----------------------------- |
| Paroisse | Santa Teresita del Niño Jesús |